# Icterus
Icterus är det största fågelsläktet i familjen trupialer inom ordningen tättingar. Släktet omfattar idag 31–33 arter som förekommer i Nord- och Sydamerika från södra Kanada till Brasilien och Bolivia, liksom i Västindien:
- Hispaniolatrupial (I. dominicensis)
- Kubatrupial (I. melanopsis)
- Bahamatrupial (I. northropi)
- Puertoricotrupial (I. portoricensis)
- Saintluciatrupial (I. laudabilis)
- Montserrattrupial (I. oberi)
- Martiniquetrupial (I. bonana)
- Svartgumpad trupial (I. wagleri)
- Guatemalatrupial (I. maculialatus)
- Centralamerikansk trupial (I. prosthemelas)
- Trädgårdstrupial (I. spurius)
  - I. [s.] fuertesi – urskiljs av vissa som egen art
- Palmtrupial (I. cucullatus)
- Gulryggig trupial (I. chrysater)
- Orangekronad trupial (I. auricapillus)
- Tumbestrupial (I. graceannae)
- Gulstjärtad trupial (I. mesomelas)
- Större epålettrupial (I. cayanensis)
  - "Morichetrupial" (I. [c.] chrysocephalus) – urskiljs som egen art av Birdlife International
- Mindre epålettrupial (I. pyrrhopterus)
- Venezuelatrupial (I. icterus)
- Campostrupial (I. jamacaii)
- Orangeryggig trupial (I. croconotus)
- Streckryggig trupial (I. pustulatus)
- Orangebrynad trupial (I. bullockiorum)
- Yucatántrupial (I. auratus)
- Jamaicatrupial (I. leucopteryx)
- Gultrupial (I. nigrogularis)
- Fläckbröstad trupial (I. pectoralis)
- Altamiratrupial (I. gularis)
- Svarthuvad trupial (I. graduacauda)
- Baltimoretrupial (I. galbula)
- Svartryggig trupial (I. abeillei)
- Yuccatrupial (I. parisorum)